# Claudia Bunge
Claudia Mary Bunge (Auckland, 21 de septiembre de 1999) es una futbolista neozelandesa. Juega de defensora en el HB Køge de la Elitedivisionen de Dinamarca. Es internacional con la selección de Nueva Zelanda.

## Trayectoria
Bunge jugó en el Glenfield Rovers, en la competencia femenina Lotto NRFL Premier. Jugando para los Rovers, Bunge fue parte del equipo que terminó subcampeón en la Copa Kate Sheppard de 2016 que en aquel entonces se conocía como la Women's Knockout Cup. Luego ganaron la Copa Kate Sheppard en 2017. La defensora también ganó la liga Lotto NRFL Premier Women en 2018.
Bunge también jugó en la National Women's League organizada por la Asociación de Fútbol de Nueva Zelanda, donde los equipos son dirigidos por las federaciones regionales. Bunge capitaneó el Northern Lights en dicha liga.
En noviembre de 2020, se unió al Melbourne Victory de la W-League australiana.

## Selección nacional
Bunge fue miembro de la selección Sub-17 de Nueva Zelanda que ganó el Campeonato Femenino Sub-17 de la OFC 2016, clasificando a la Copa Mundial Femenina Sub-17 de 2016 en Jordania. También integró la selección Sub-20 de Nueva Zelanda en la Copa Mundial Femenina Sub-20 de 2018 en Francia.
Bunge fue convocada a la selección absoluta de Nueva Zelanda para participar en el Torneo Internacional de Yongchuan en China. Debutó con las Kiwis en la derrota 2-0 ante China el 8 de noviembre de 2019. A esto le siguió otra participación internacional como titular ante Canadá, impresionando al entrenador con sus actuaciones.

## Clubes
| Club               | País          | Año             |
| ------------------ | ------------- | --------------- |
| Glenfield Rovers   | Nueva Zelanda | 2016 - ¿?       |
| Northern Lights    | Nueva Zelanda | ¿? - 2020       |
| Melbourne Victory  | Australia     | 2020 - 2023     |
| Northern Tigers FC | Australia     | 2022            |
| HB Køge            | Dinamarca     | 2023 - presente |

## Palmarés

### Títulos nacionales
| Título         | Club              | País      | Año     |
| -------------- | ----------------- | --------- | ------- |
| A-League Women | Melbourne Victory | Australia | 2020-21 |
| A-League Women | Melbourne Victory | Australia | 2021-22 |

### Títulos internacionales
| Título                      | Equipo        | Sede          | Año  |
| --------------------------- | ------------- | ------------- | ---- |
| Campeonato Sub-17 de la OFC | Nueva Zelanda | Islas Cook    | 2016 |
| Campeonato Sub-20 de la OFC | Nueva Zelanda | Nueva Zelanda | 2017 |

(*) Incluyendo la Selección

### Distinciones individuales
| Distinción                   | Año  |
| ---------------------------- | ---- |
| Mejor Once de la OFC (IFFHS) | 2022 |